# David Seymour (politico)
David Breen Seymour (Palmerston North, 24 giugno 1983) è un politico neozelandese, capo del partito ACT New Zealand. È un politico neozelandese membro del parlamento (MP) per Epsom e leader di ACT New Zealand dal 2014.

## Biografia
Laureato all'Università di Auckland, Seymour ha lavorato nelle politiche pubbliche in Canada, prima di tornare in Nuova Zelanda e candidarsi per l'elezione al Parlamento. È entrato alla Camera dei rappresentanti nel 2014 come unico deputato di ACT, dopodiché è stato eletto leader del partito, in sostituzione di Jamie Whyte. È stato rieletto nel 2017. Ha portato ACT al suo miglior risultato di sempre nelle elezioni del 2020, vincendo dieci seggi.
Seymour ha abbracciato politiche sociali libertarie da quando è diventato leader del partito, come sostenere la legalizzazione dell'eutanasia, e ha presentato un disegno di legge su questo tema. Seymour è apparso ampiamente in televisione.